# Человек-муравей (Скотт Лэнг)
Скотт Лэнг (англ. Scott Lang) — персонаж комиксов, издаваемых компанией Marvel Comics, второй супергерой, носивший имя Человек-муравей (англ. Ant-man).

## История публикаций
Скотт Лэнг был создан писателем Дэвидом Микелайни и художником Джоном Бёрном. Он впервые появился в «Avengers» №181 (март 1979), а в «Marvel Premiere» №47 (апрель 1979) взял имя Человек-муравей.
Человек-муравей является одним из главных героев в серии «FF», созданной Мэттом Фрэкшеном и Майком Оллредом.
Лэнг стал главным героем продолжающейся серии «Ant-Man», написанной Ником Спенсером и нарисованной Рамоном Розаносом, которая началась в январе 2015 года.

## Биография

Первое появление Скотта Лэнга в качестве Человека-муравья в Marvel Premiere №47
(художник Джон Бёрн)

Скотт Лэнг родился в Майами, штате Флорида. Он стал заниматься кражами со взломом, когда понял, что его работы в качестве эксперта по электронике не хватает, чтобы содержать его семью. Был арестован, отбывал тюремный срок и был условно освобождён за хорошее поведение после трёх лет. В тюрьме Лэнг продолжал изучать электронику и вскоре был нанят Старк Интернешнл, где стал работать в конструкторском отделе. Под руководством директора Тони Старка он помог установить новую систему безопасности в Особняке Мстителей.
Когда его дочь была серьёзно больна, Лэнг обратился за помощью к доктору Эрике Сондхайм, но та была похищена злодеем Дарреном Кроссом для своего исцеления. Для того, чтобы спасти доктора, а затем и спасти свою дочь, Лэнг вернулся к воровскому ремеслу, проник в дом доктора Генри Пима, первого Человека-муравья, и украл его костюм супергероя и технологию уменьшения. После успешного спасения доктора Сондхайм и дочери, Скотт попытался вернуть костюм Пиму и сознался в краже, но Пим позволил ему сохранить костюм при условии, что он будет использован только в хороших целях.
Деля своё время между подвигами супергероя и семейными обязанностями, новый Человек-муравей работал вместе с несколькими супергероями, два раза помог Мстителям бороться против Надсмотрщика. Когда Повелители Зла Барона Земо напали на Мстителей и взяли под свой контроль Особняк Мстителей, Человек-муравей предложил свою помощь в борьбе с командой суперзлодеев. Фантастическая четверка впоследствии наняла его в качестве эксперта по электронике, а когда Мистер Фантастик считался мёртвым, он стал членом команды.
После возвращения Мистера Фантастика Человек-муравей присоединился к команде, известной как Герои по найму, и столкнулся с такими врагами, как Гаур и Мастер. После того, как Герои по найму были расформированы, он снова помог Мстителям в борьбе с Надсмотрщиком, а также начал встречаться с бывшей супергероиней Джессикой Джонс, хотя их отношения закончились после того, как он узнал, что она была беременна от Люка Кейджа. Человек-муравей снова сражался на стороне Мстителей против Скорпио и Посредника, а затем был приглашен в качестве полноправного члена.
Как Мститель, Человек-муравей часто ссорился с товарищем по команде Червовым валетом, который впоследствии пожертвовал своей жизнью, чтобы спасти дочь Лэнга. Человек-муравей был убит, когда тело Червового валета, воскрешённого обезумевшей Алой ведьмой, взорвалось в особняке Мстителей.
Позже Скотт Лэнг оказался выжившим после этого события и присоединился к Фонду Будущего в событии Marvel NOW!

## Силы, способности и оборудование
При использовании газа, состоящего из «частиц Пима» и хранящегося в отсеке его пояса, Человек-муравей имеет способность уменьшить себя, а также других людей и объекты до размеров муравья и вернуть всё обратно в нормальный размер. Его кибернетический шлем позволяет телепатически общаться с насекомыми, он так же был оснащён оборудованием, усиливающим звук, которое позволяет слышать его людям нормального размера. В шлеме также присутствует выдвижная защитная маска из плексигласа и ограниченная подача воздуха. При ношении костюма он может поднять вес более чем в 4 раза тяжелее себя. Специальные перчатки позволяют ему стрелять биоэлектрическими зарядами регулируемой силы.
Скотт также может сократиться до субмикроскопических размеров, и тем самым войти в бесчисленные «субатомные вселенные».
Также Скотт Лэнг обладает квалификацией и знаниями в области электроники.

## Альтернативные версии

### Дом М
Во вселенной House of M Скотт Лэнг является знакомым Джессики Джонс.

### MC2
Во вселенной MC2 Скотт оставил личность Человека-муравья и стал разрабатывать новые технологии, способные дать те же способности, что и у Человека-муравья и Осы, его дочь Кэсси использовала эти технологии и стала супергероиней Жалом. Позже, когда робот Мейнфрейм был серьезно повреждён, Скотт вышел из отставки и, использую броню Человек-муравья, разработанную Доктором Думом II (Кристоффом Вернардом), сократился до микроскопических размеров, чтобы восстановить его изнутри. Он понял, что он всё ещё любит быть героем, и присоединился к команде A-Next.

### Ultimate Marvel
Во вселенной Ultimate доктор Скотт Лэнг, носящий имя Человек-гигант, впервые появляется в Ultimate Comics Avengers, где становится новым членом команды Новые Ультиматы в Ultimate Comics: Avengers Vs. New Ultimates.

## Появления вне комиксов

### Мультсериалы
- Скотт Лэнг, озвученный Криспином Фриманом, появился в 5 серии 2 сезона сериала «Мстители. Величайшие герои Земли», где украл костюм Человека-муравья у Хэнка Пима чтобы спасти свою дочь от злодея Кроссфайра. Скотт сражается с Люком Кейджем и Железным кулаком, нанятыми Пимом для его поимки, а позже они помогают ему победить Кроссфайра и его подручных. В конце серии Пим передаёт Лэнгу личность Человека-муравья. В финальной серии мультсериала Скотт вместе с другими героями участвует в битве с герольдом Галактуса Огненным лордом, во время которой появляется также в качестве Великана.
- Появляется в 16 серии 2 сезона сериала Команда "Мстители", а с 19 серии становится полноправным членом команды, после прохождения испытания(+ возвращение Фин Фам Фума на родной остров) и налаживания дружеских отношений с Соколиным глазом.
- Появляется в 18 серии 3 сезона в мультсериале "Великий Человек-паук" где вместе с Человеком-пауком и Люком Кейджем пытается спасти Ника Фьюри от миниботов Доктора Осьминога в голове.

### Кинематографическая вселенная Marvel
Пол Радд исполнил роль Скотта Лэнга в КВМ, появившись в следующих проектах:
- Фильм «Человек-муравей» (2015)
- Фильм «Первый мститель: Противостояние» (2016)
- Фильм «Человек-муравей и Оса» (2018)
- Фильм «Мстители: Финал» (2019)
- Мультсериал «Что, если…?» (2021)
- Фильм «Человек-муравей и Оса: Квантомания» (2023)

### Видеоигры
- Появляется в игре «Disney infinity: marvel super heroes» как дополнительный персонаж
- Появляется в игре «Lego marvel super heroes 2» в свободном режиме
- Появляется в «Marvel: Future Fight»
- Появляется в «Marvel: Битва чемпионов»